# カストルとポルックス (象)

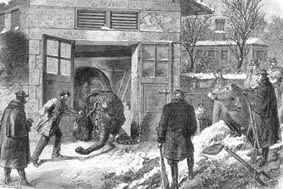
象のうち1頭が射殺された場面、1870年12月

カストルとポルックス（Castor and Pollux、生年不明 - 1870年12月）は、フランス・パリ市西側に位置するブローニュの森の北側にある遊園地のアクリマタシオン公園もしくはセーヌ川の畔にあるパリ植物園で飼育されていた2頭の象である。
2頭は1870年の普仏戦争によるパリ包囲の間に、動物園で飼育されていた他の沢山の生き物たちとともに殺されて、パリの市民たちの食糧にされてしまった。

## 経緯

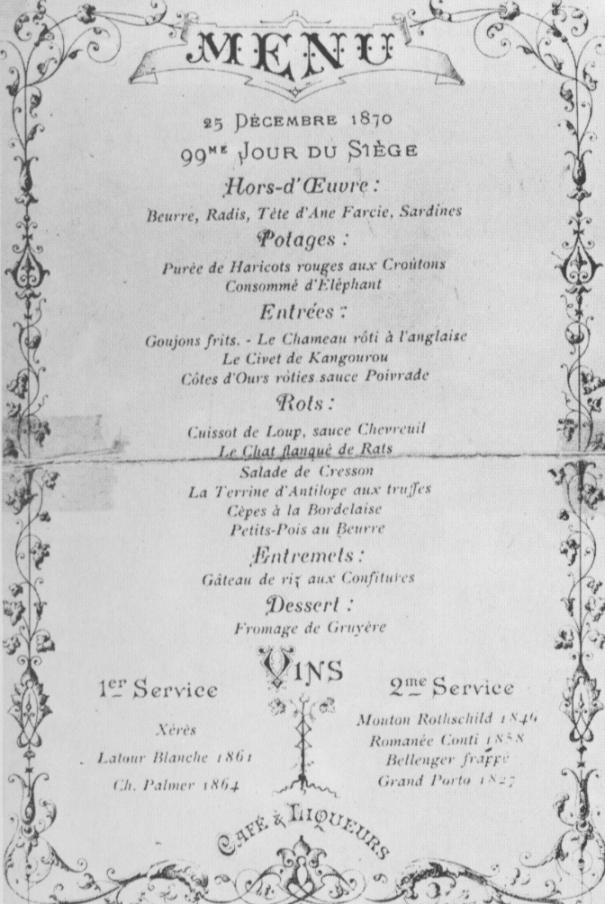
1870年のクリスマスディナーのメニュー。外国産動物の料理が並んでいる

カストルとポルックスの2頭は、兄弟の象と推定されている。普仏戦争が勃発する前には、2頭は背中に人々を乗せて園内を散策することで人気を博していた。しかし、プロイセン王国の軍勢がパリ市を包囲すると、早晩パリの市民たちは食糧の窮乏状態に陥ってしまい、象や他の動物たちを殺して食糧に充てることを求めるようになった。
1870年9月19日に、プロイセン王国の軍勢は、パリ市街を砲撃するよりも一刻も早い降伏を促そうとして市街の包囲を実行した。翌1871年1月5日には、市街への砲撃が始まった。パリの市民たちは1月28日に休戦協定が締結されるまでよくこの事態に耐えたが、この包囲の間、彼らは普段目を向けないような物まで食糧の対象にすることを強いられる結果となった。
野菜、バターやミルク、チーズなどの乳製品や食肉が欠乏するようになると、市民たちは最初に馬の肉を求めた。馬の肉は、この包囲が起こる4年前に貧困層の人々への食肉として供給されるようになっていたが、パリ包囲という危急の事態のもとではすぐに贅沢品と化してしまった。パリ市街には当時多くの馬が飼われていたが、馬たちの供給は限界に達した。チャンピオンになった優秀な競走馬でさえも、例外にはならなかった。
だが、その馬肉もすぐに欠乏することになった。猫、犬、そしてネズミが市民たちの次の食糧となった。猫も犬も、美味とはいえないネズミすら市街から少なくなり、1870年の年末には、食肉業者たちは動物園に飼育されている生き物たちに目を向けるようになった。
アンテロープ、ラクダ、ヤクやシマウマなどの大型動物が最初に殺された。数種類の動物は生き延びることができた。サルたちは人間に近縁過ぎるので食べることに抵抗を持つ人も少なくなかったため、ライオンやトラは危険とされたため食用になることを免れた。植物園に飼育されていたカバは、園が食肉業者たちに対して80,000フラン以上の代金を要求したため命拾いした。そして外国産の動物による料理のメニューが供給され始めた。例えば、Cuissot de Loup, Sauce Chevreuil （オオカミの臀部のシカソース）、Terrine d'Antilope aux truffes（アンテロープのテリーヌ、トリュフ添え）、Civet de Kangourou（カンガルーのシチュー）、Chameau rôti à l'anglaise（ラクダのロースト英国風）などである。
カストルとポルックスの最期については、プロイセン軍の包囲下で週に2回発行されていた新聞Lettre-Journal de Paris（一般にはGazette des Absentsの名称で知られている）が記録に残している。まずカストルが12月29日に拡張弾頭（ダムダム弾）で殺され、ポルックスも翌日に殺されたという。ただし、1870年12月25日の日付のあるメニューにおいて既に「象のコンソメ」が出されているので、2頭の死んだ日付には疑義がもたれている。2頭の象は、27,000フランの値段でブールバール・オスマン（en:Boulevard Haussmann）で肉屋を開いていたM. Deboosという人物が購入した。 
M. Deboosはうまくこの象肉を売り捌いた。胴体部分は珍味として1ポンドあたり40フランから45フランで売られ、その他の部分は1ポンドあたり10フランから14フランで売られた。ただし、象の肉は美味しくなかったと伝えられている。
『バニティ・フェア』誌などの雑誌を創刊したことで知られるイギリス人のトーマス・ボウルズ（en:Thomas Gibson Bowles）は、この時期にパリに滞在していた。彼は「ラクダ、アンテロープ、犬、ロバ、ラバ、象を食べたが、象は一番好みに合わなかった」と記述を残している。
やはり同時期にパリにいたイギリスの政治家ヘンリー・ラボーチャー（en:Henry Labouchère）は、彼の日記に以下のような文章を書いている。
昨日、私は夕食にポルックスの切り身を食した。ポルックスとその兄、カストルの2頭の象は殺された。象の肉は固く、粗く、油っぽかった。私としては英国の人々が牛肉やマトンを入手することができる限りにおいては、象肉はお勧めしない。